# Radyera
Radyera es un género con dos especies de plantas con flores de la familia  Malvaceae. Es originario de México. Fue descrito por Arthur Allman Bullock y publicado en  Kew Bulletin 1956: 454, en el año 1957.

## Especies
- Radyera farragei
- Radyera urens